# 祥龍圍邨
祥龍圍邨（英語：Cheung Lung Wai Estate）是香港房屋委員會轄下的公共屋邨，項目編號為NR01，位於香港新界上水清曉路21號，鄰近清河邨及北區醫院。工程項目名為「上水第36區（西）公共租住房屋發展計劃」，房屋署採用參考附近鄉村的歷史背景為新屋邨命名的模式，配合附近丙崗村侯族的歷史，最終決定以丙崗村的古名將該屋邨定名為祥龍圍邨。
祥龍圍邨共有2幢非標準設計大廈，分別樓高32層及36層，另設一幢3層高的服務設施大樓，外牆以湖水藍及灰白色作主調，再搭上橙色，部份單位更設有窗台，項目由房屋署總建築師（2）負責設計，有利建築有限公司承建。經招標後由創毅物業服務顧問投得屋邨物業管理服務。此屋邨已於2015年5月落成。

## 歷史及命名
屋邨鄰近的丙崗村在古時曾經名為「祥龍圍」，傳統圍村的圍門及部份圍牆至今仍然可見。
2013年，丙崗村村民代表向政府建議為新建公共屋邨命名為祥龍圍邨，以保留新界的傳統鄉村文化，獲得房屋署採納。

## 屋邨資料

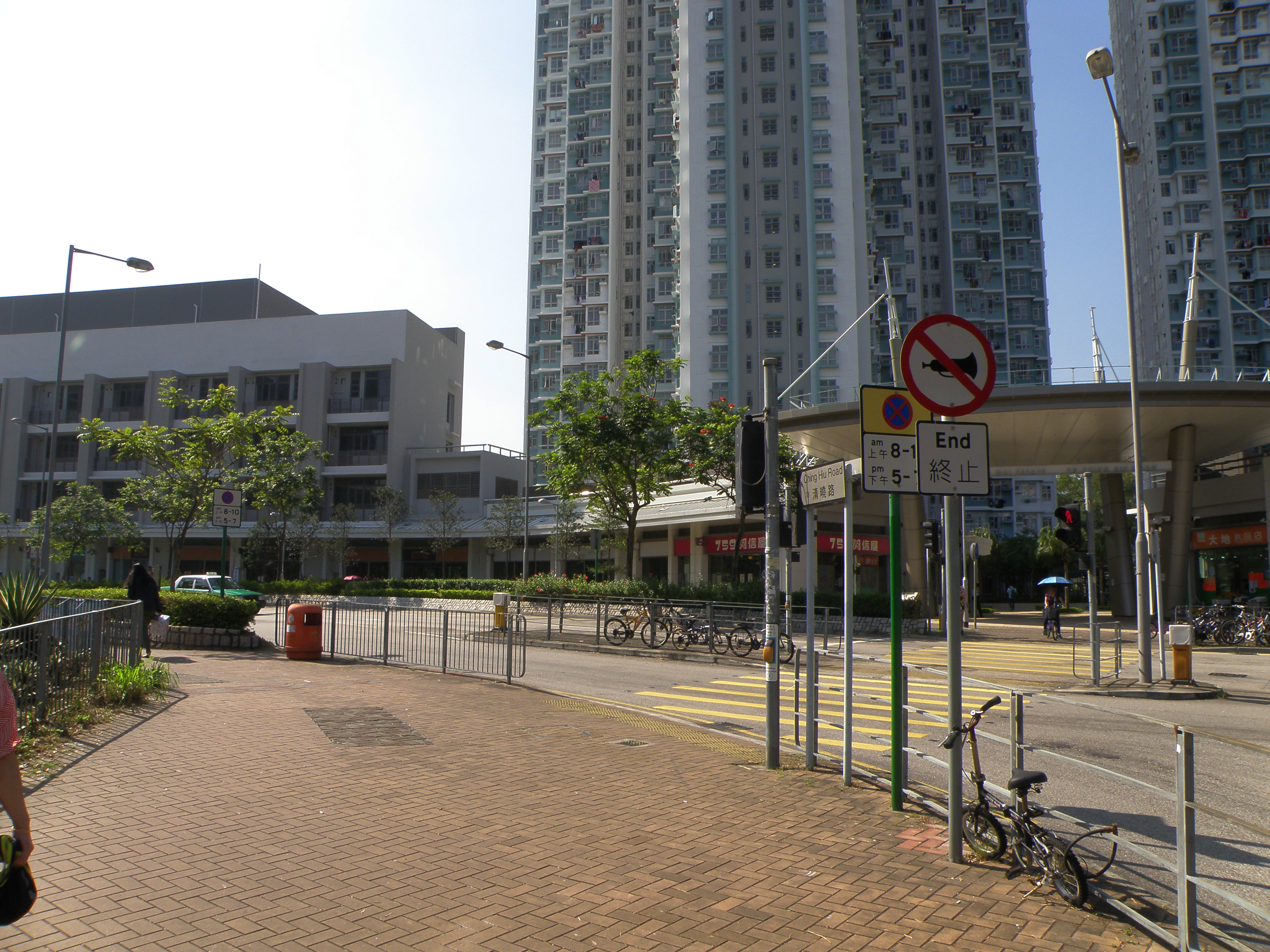
祥龍薈

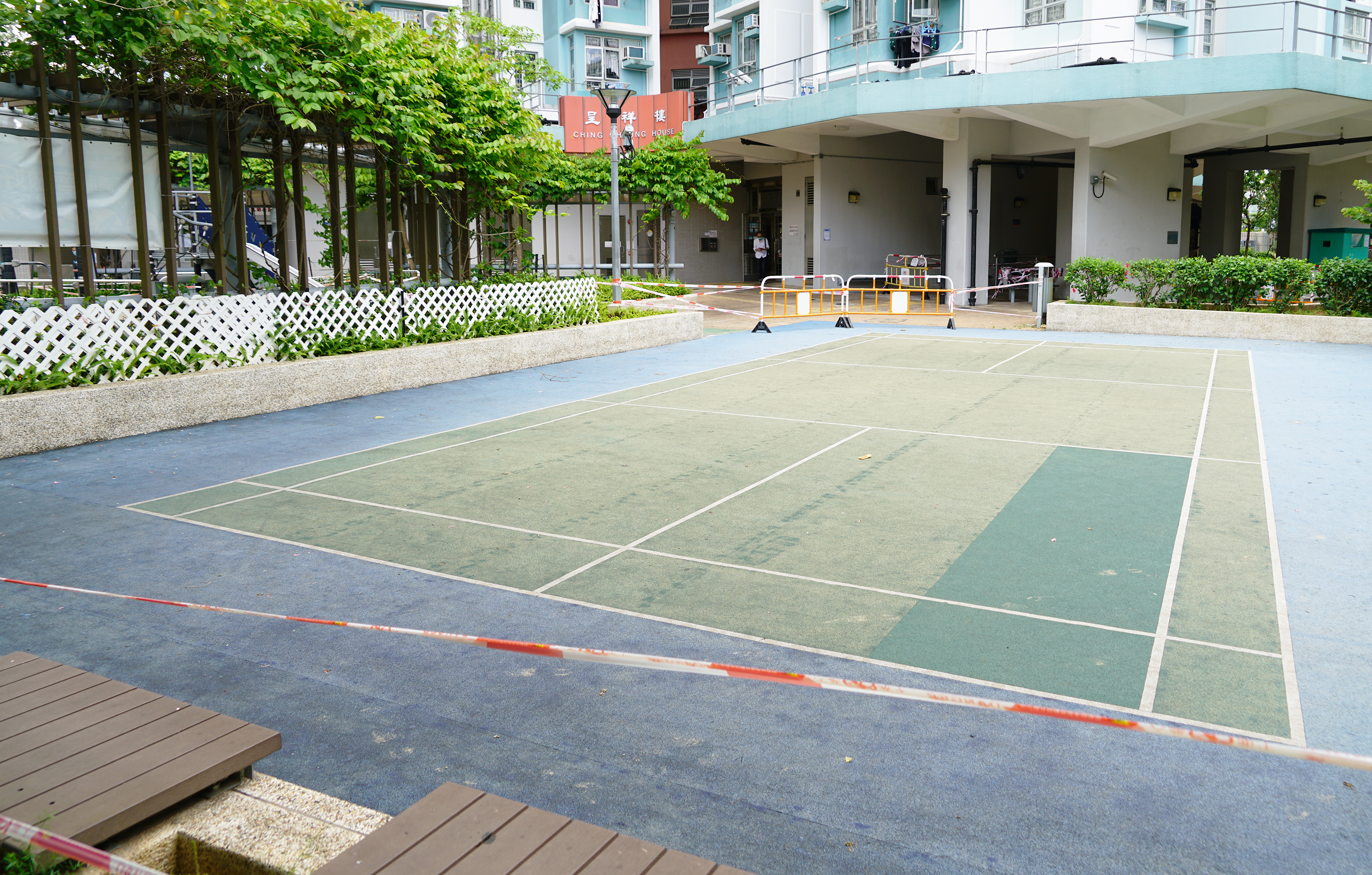
羽毛球場、卵石路步行徑及棋藝區

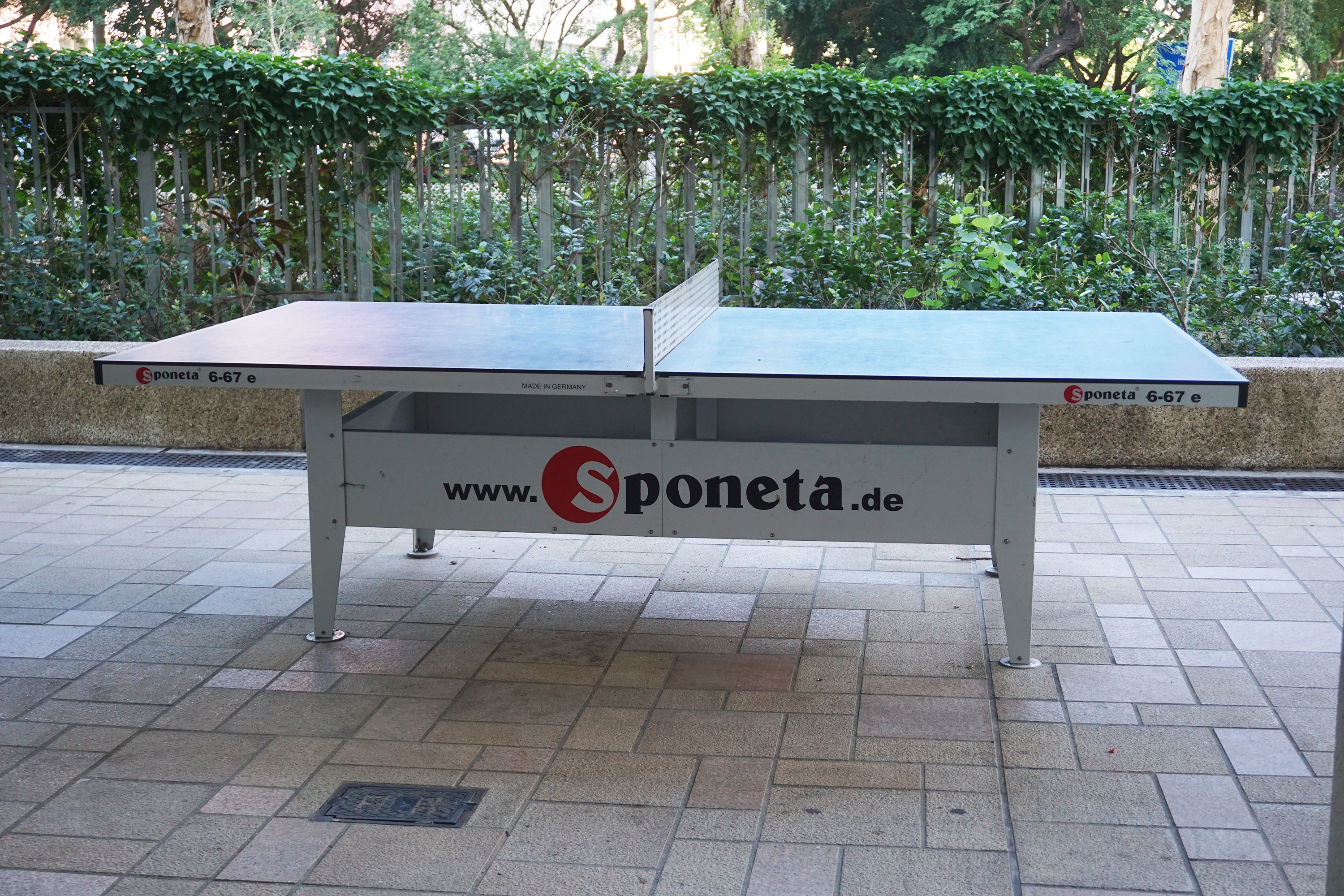
乒乓球桌

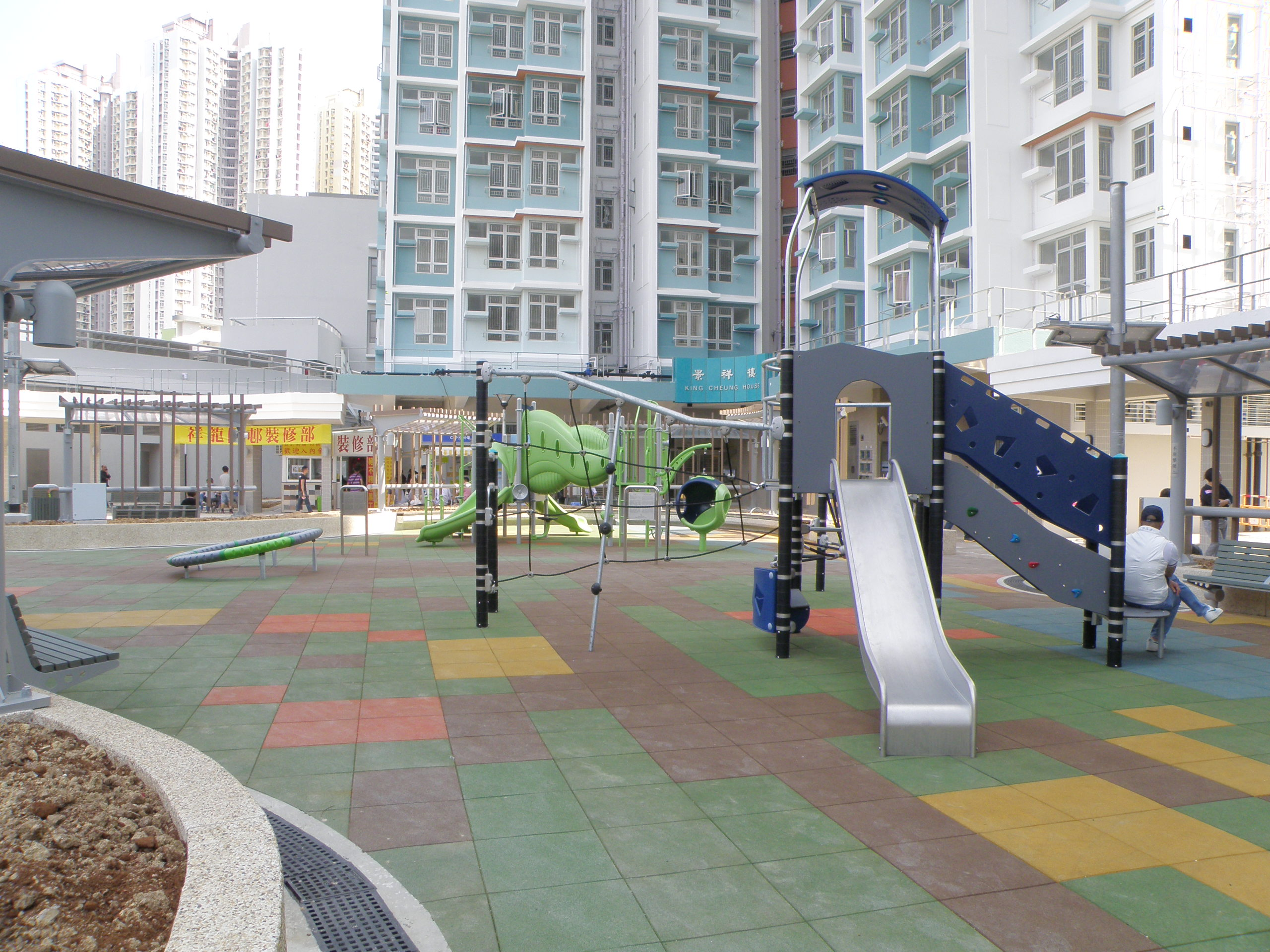
兒童遊樂場

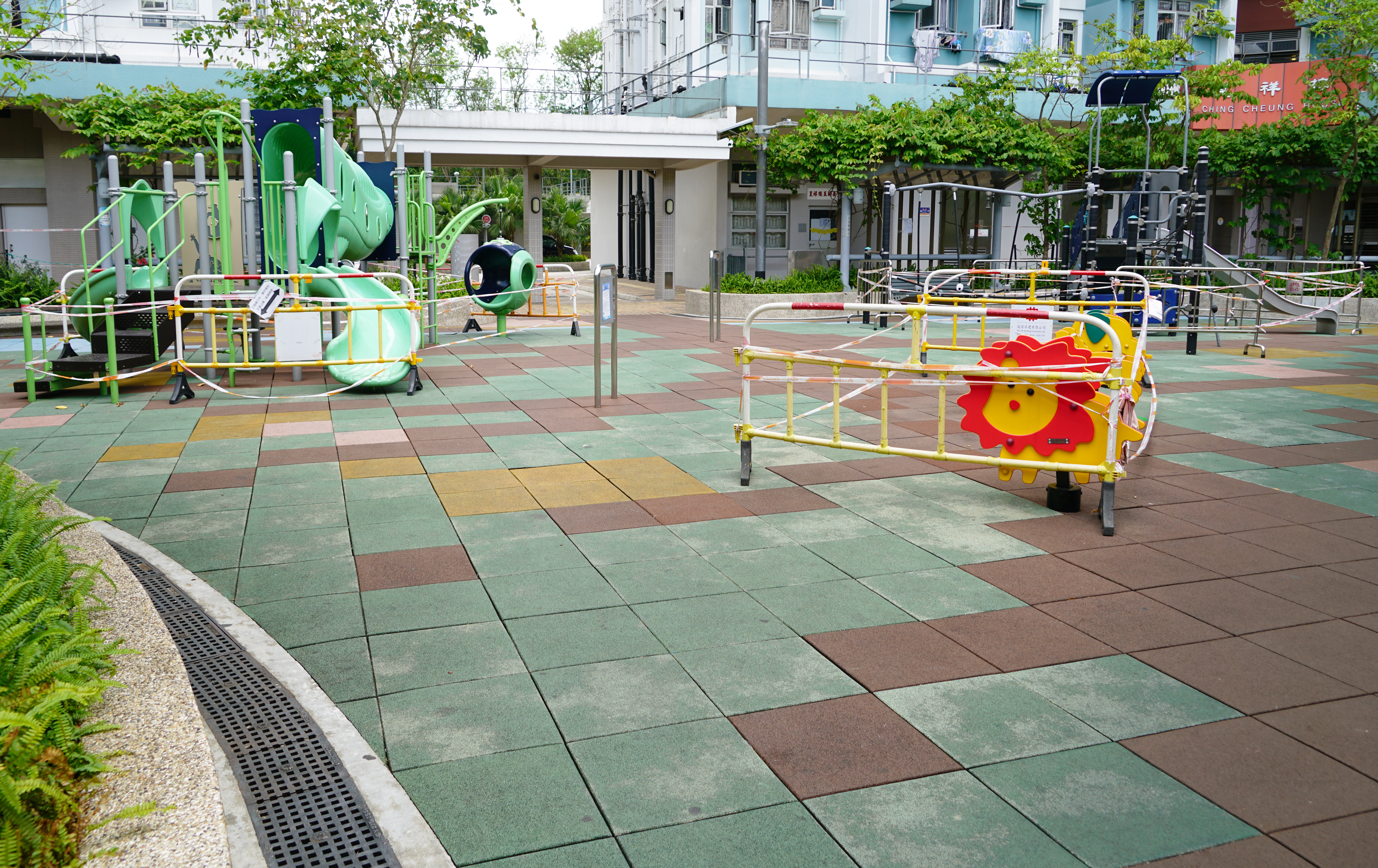
兒童遊樂場

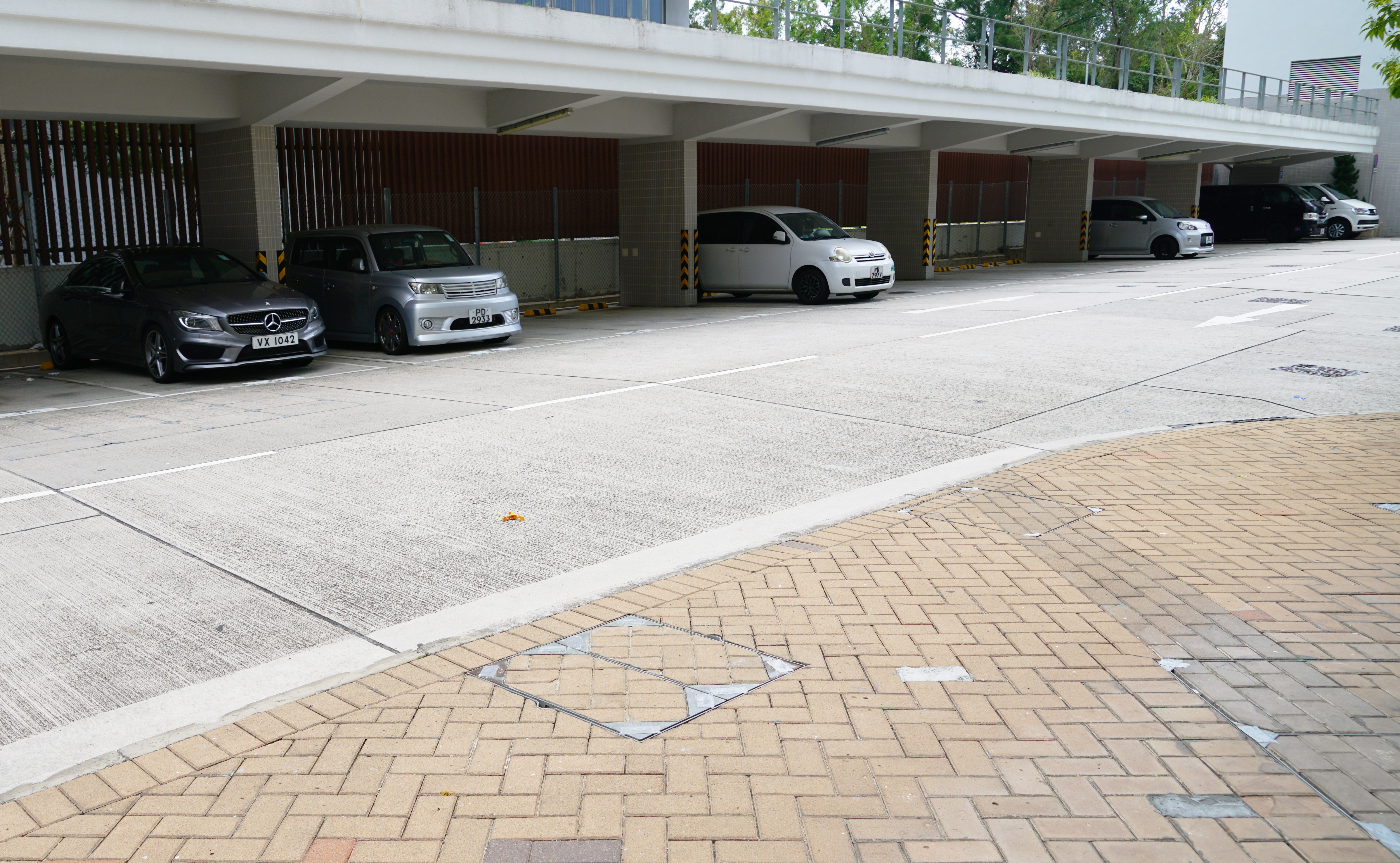
停車場

### 樓宇
| 樓宇名稱（座號）                   | 樓宇類型                  | 落成日期  | 樓宇層數 | 每層伙數 | 單位總數（伙） | 建築師              | 承建商   | 提供升降機的廠商 |
| ---------------------------------- | ------------------------- | --------- | -------- | -------- | -------------- | ------------------- | -------- | ---------------- |
| 呈祥樓（英語：Ching Cheung House） （第1座/Block 1） | 非標準設計大廈 （十字型） | 2015年5月 | 32       | 20       | 640            | 房屋署總建築師（2） | 有利建築 | 日立             |
| 景祥樓（英語：King Cheung House） （第2座/Block 2） | 非標準設計大廈 （十字型） | 2015年5月 | 36       | 20       | 720            | 房屋署總建築師（2） | 有利建築 | 日立             |

### 設施
邨內設有羽毛球場及休憩設施。

### 商場
商場命名為「祥龍薈」（英語：Cheung Lung Lane），位於服務設施大廈下，設有8間商舖，可出租面積約為720平方米。

#### 商戶
1. 麵包餅店
2. 醫務所
3. 大家樂
4. 越來越愛茶餐廳
5. 759阿信屋

## 區議會選區及區議員
祥龍圍邨全邨所有樓宇的區議會選區，均屬於北區御太選區（N10），而御太選區的前任區議員為山下御太成員陳梓峯。

## 工程期間圖片集

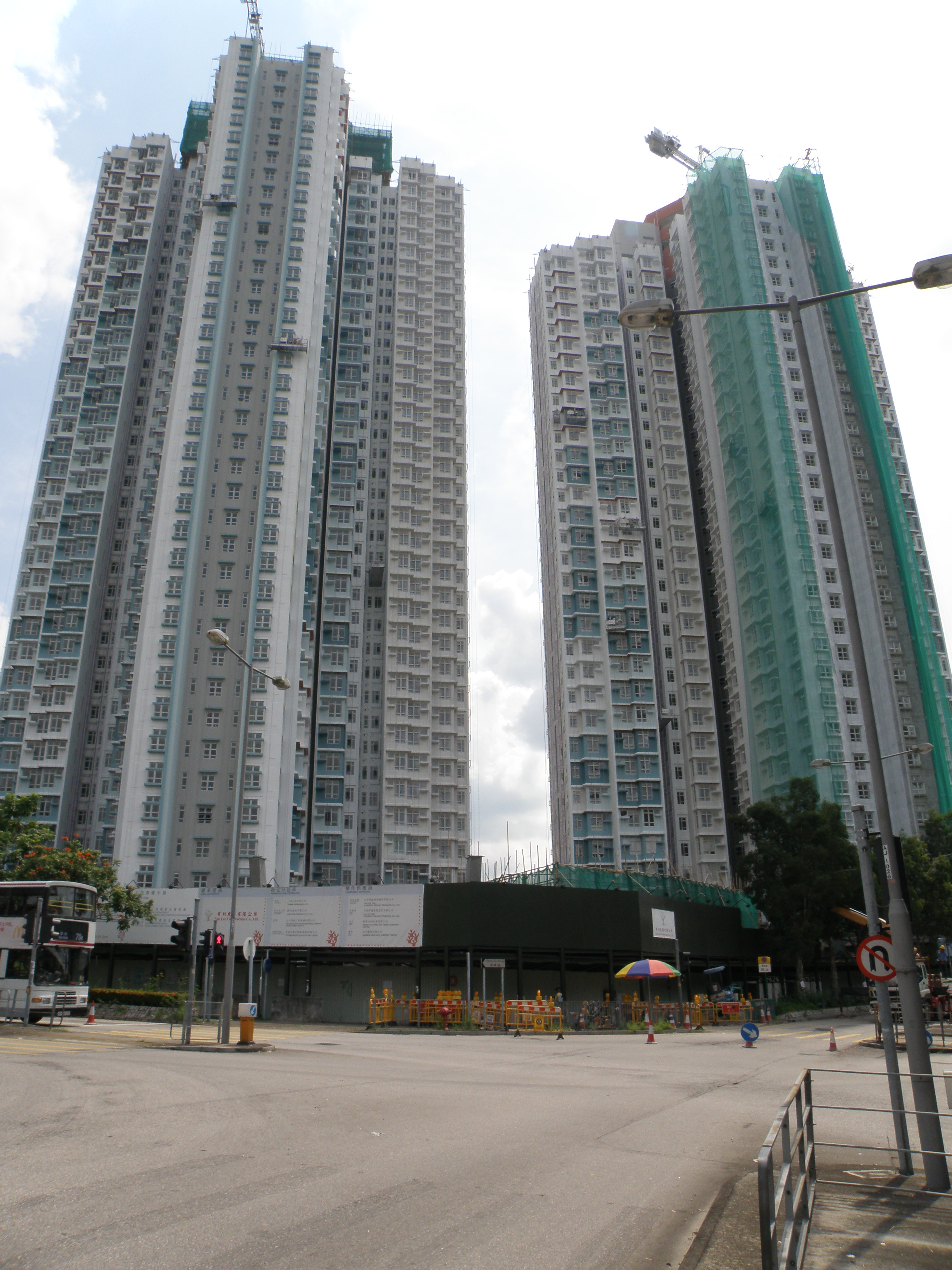
建築中的祥龍圍邨（2014年7月）
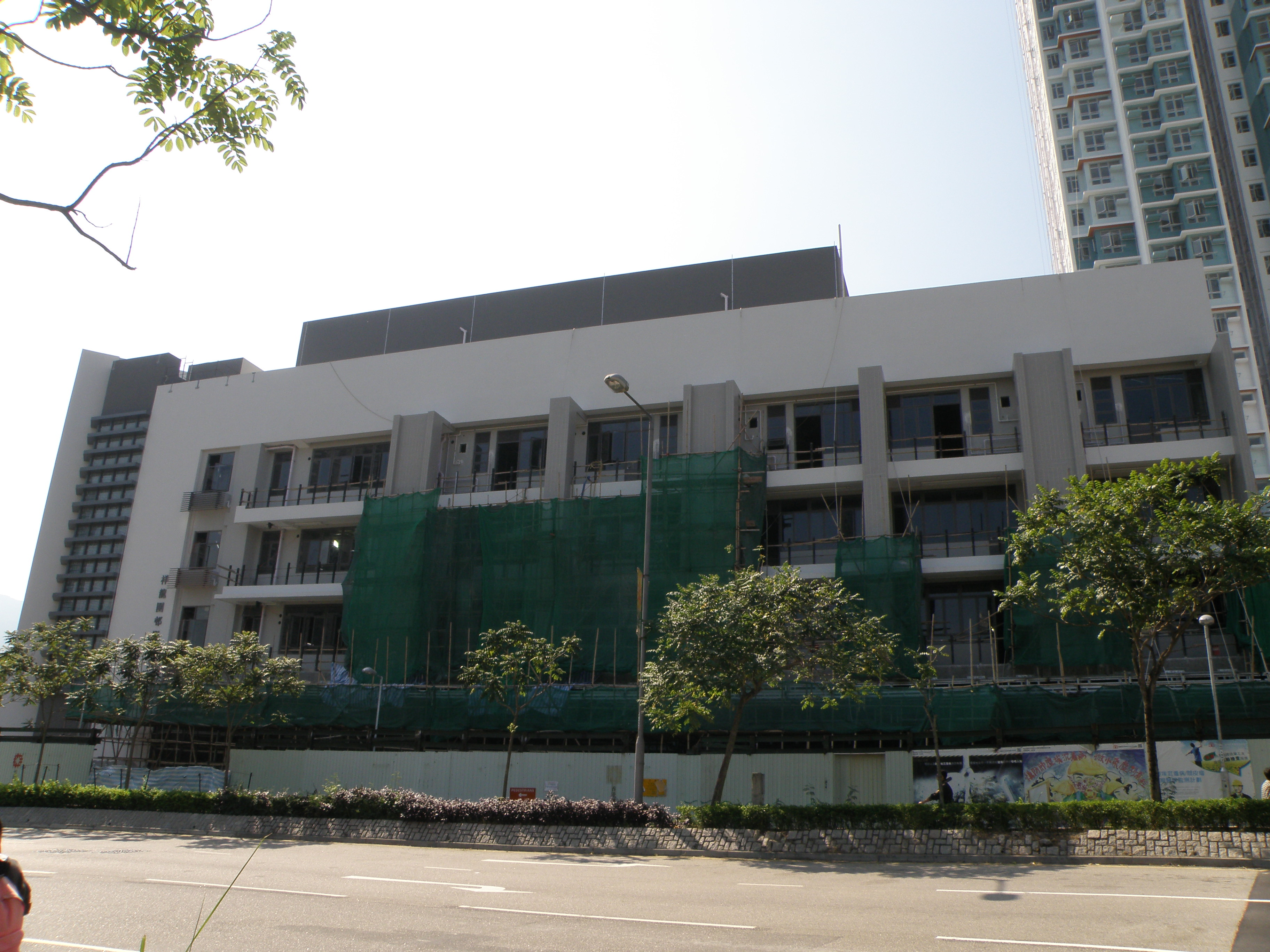
建築中服務設施大樓（2014年11月），商舖位於服務設施大樓下
祥龍圍邨工程告示板（2012年12月）

## 外部連結
房委會物業位置及資料 祥龍圍邨 （页面存档备份，存于）
- 「祥龍圍邨」平面圖

（页面存档备份，存于）